# Rolf Dekens
Rolf Dekens (Strijen, 18 september 1978) is een Nederlandse cameraman en director of photography.
Dekens is met zijn studie camera/licht aan de Nederlandse Filmacademie in 2001 afgestudeerd. Hij begon zijn loopbaan met Nationale film en televisieproducties als Vet Hard en Shouf Shouf!. Hij heeft meerdere malen samengewerkt met filmregisseur Tim Oliehoek. Ook was hij als cameraman verantwoordelijk voor diverse tv-commercials, videoclips en korte films, waaronder Baron 1898. Dekens is sinds 2016 ook internationaal actief als cameraman. Hij is lid van de Netherlands Society of Cinematographers.
Op het Eurovisiesongfestival 2021 was Dekens cameraman bij de grote finale interval act met Afrojack, Glennis Grace en Wulf.

## Filmografie
Exclusief korte films
| Jaar      | Titel                              | Opmerking(en)      |
| --------- | ---------------------------------- | ------------------ |
| 2003      | 15.35: Spoor 1                     |                    |
| 2003      | Door                               | muziekvideo        |
| 2005      | Vet Hard                           |                    |
| 2005      | Allerzielen                        |                    |
| 2006      | Shouf Shouf!                       | televisieserie     |
| 2007      | Armin Only Ahoy' 2007              | muziekvideo        |
| 2006-2007 | Van Speijk                         | televisieserie     |
| 2008      | Alibi                              |                    |
| 2008      | Voetbalvrouwen                     | televisieserie     |
| 2008      | Het schnitzelparadijs              | televisieserie     |
| 2009      | Spion van Oranje                   |                    |
| 2011      | Pizza Maffia                       |                    |
| 2011      | Van God Los                        | televisieserie     |
| 2011      | De president                       |                    |
| 2011      | Eileen                             | miniserie          |
| 2012      | Wat als?                           | televisieserie     |
| 2013      | Ushi Must Marry                    |                    |
| 2013      | Chez Nous                          |                    |
| 2013      | De val van Aantjes                 | miniserie          |
| 2014      | Oorlogsgeheimen                    |                    |
| 2014      | Wiplala                            |                    |
| 2016      | Tokyo Trial                        | miniserie          |
| 2017      | Storm: Letters van Vuur            |                    |
| 2017      | Dead Again in Tombstone            |                    |
| 2017      | Hans Zimmer: Live in Prague (2016) | muziekvideo        |
| 2018      | De Dirigent                        |                    |
| 2019      | Vals                               |                    |
| 2019-2020 | Heirs of the Night                 | televisieserie     |
| 2021      | Eurovisiesongfestival 2021         | televisieprogramma |
| 2024      | Sphinx                             | televisieserie     |